# 固安公主 (明朝)
固安公主（1449年2月19日—1491年3月20日），明朝公主，景泰帝嫡长女，母亲是废后汪氏。

## 人物生平
正统十四年正月二十七日（1449年2月19日）公主出生，景泰初年她被封为固安公主。
景泰八年（1457年）她的伯父明英宗复辟，废景泰帝，因此公主被贬为固安郡主。
成化五年（1469年），公主下嫁王宪，时年二十岁，仍然以公主礼仪待遇。公主生有一个儿子王道，后来入锦衣卫为官。
弘治四年二月十一日（1491年3月20日）公主薨逝，享年四十二岁，葬仪视同公主。

## 影视作品
| 影視作品                           | 飾演的演員 |
| 2020年中國大陸古裝劇《成化十四年》 | 趙曉璐     |